# 明訓
明训（1790年—1852年），字听彝， 号鼎云、古樵，托克托莫特氏，蒙古正黄旗人。

## 生平
嘉庆癸酉举人，庚辰进士。翰林院散馆后改主事。后来充任顺天同考官；历任中允，汉军正红旗副都统，署热河都统, 左副都御史，盛京礼、刑、户部侍郎, 兼管奉天府尹等职。道光二十七年，任工部侍郎，后改吏部侍郎。

## 家庭
弟弟明誼是嘉庆二十四年的进士。